# Mercedes-Benz M270

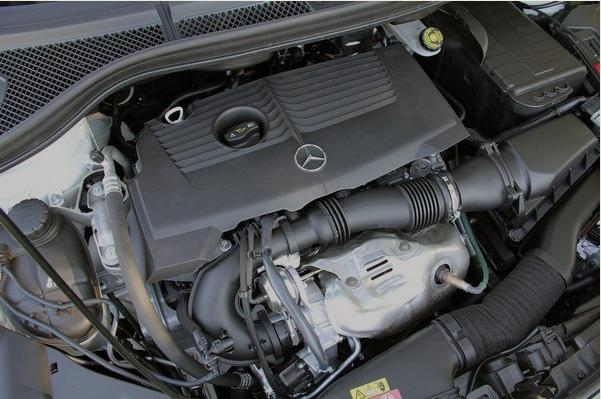
Двигатель M270

Mercedes-Benz M270 — семейство четырёхцилиндровых рядных бензиновых двигателей внутреннего сгорания с непосредственным впрыском и турбонаддувом от компании Mercedes-Benz, представленное в ноябре 2011 года. Предназначалось для замены серии М266.
Производство осуществляется на заводах Mercedes-Benz в Штутгарте-Унтертюркхайме и MDC Power GmbH, Кёлледа, Германия, а также в Китае.

## История
Первый вариант двигателя Mercedes-Benz M270 был представлен в ноябре 2011 года на втором поколении B-класса (W246) и представлял собой 1,6 -литровый силовой агрегат.
В сентябре 2012 года была представлена 2-литровая модификация с повышенными показателями мощности.

## Описание

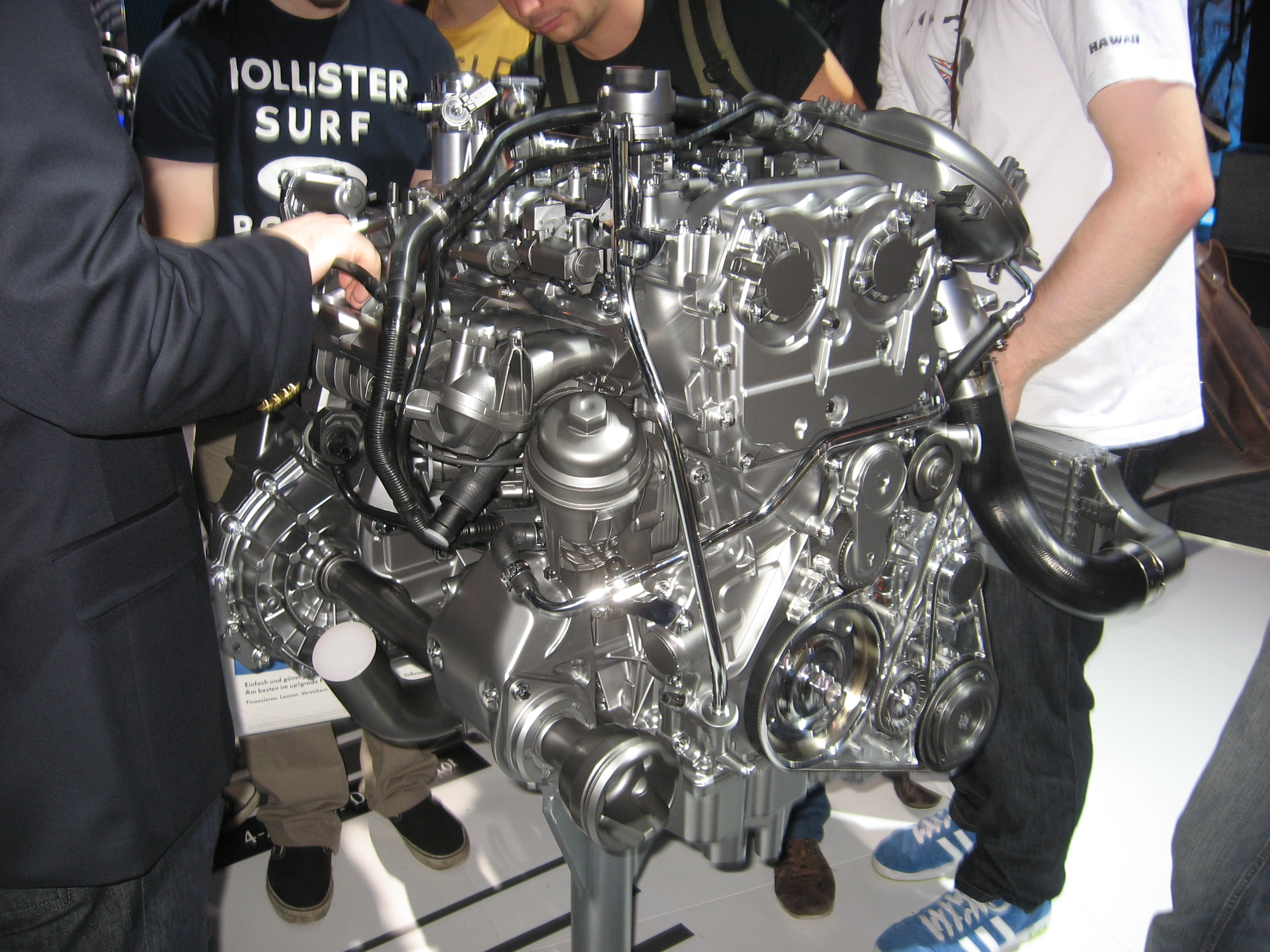
Двигатель M270 DE16LA

Семейство двигателей M270 состоит из трёх вариантов: 1.6-литровые DE16 AL red. и DE16 AL, а также 2-литровый DE20 AL. Все они представляют собой 4-цилиндровые бензиновые силовые агрегаты с непосредственным впрыском третьего поколения (рабочее давление — 200 бар), оснащённые турбокомпрессором, новой технологией Camtronic (опционально) с регулируемыми фазами ГРМ, системой BlueDIRECT, пьезофорсунками и мульти-искровым зажиганием. Степень сжатия составляет 10,3:1. 
Мотор 16 клапанный, привод ГРМ цепью, с фазорегуляторами на каждом из распределительных валов.   Двигатель имеет блок цилиндров и ГБЦ из алюминиевого сплава. Гильзы цилиндров выполнены плазменным напылением с использованием железосодержащей композиции.   Имеются  балансирные валы, а  масляный и водяной насосы у двигателя регулируемые.   Конструкция моторов этого поколения оптимизирована для максимального повышения механического КПД за счет отказа от основных пар трения в механизме ГРМ и снижения потерь на привод маслонасоса и помпы, а так же сопутствующих потерь на переток газов в картере.
Двигатель оснащается электронным блоком управления Bosch MED17.7.
В качестве трансмиссии для Mercedes-Benz M270 предлагаются следующие варианты:
- шестиступенчатая механическая коробка передач с системой «старт-стоп»;
- семиступенчатая автоматическая коробка передач с двойным сцеплением 7G-DCT с системой «старт-стоп»;
- семиступенчатая автоматическая коробка передач 7G-Tronic Plus с системой «старт-стоп» для задне- и полноприводных автомобилей.

### DE16 AL red.

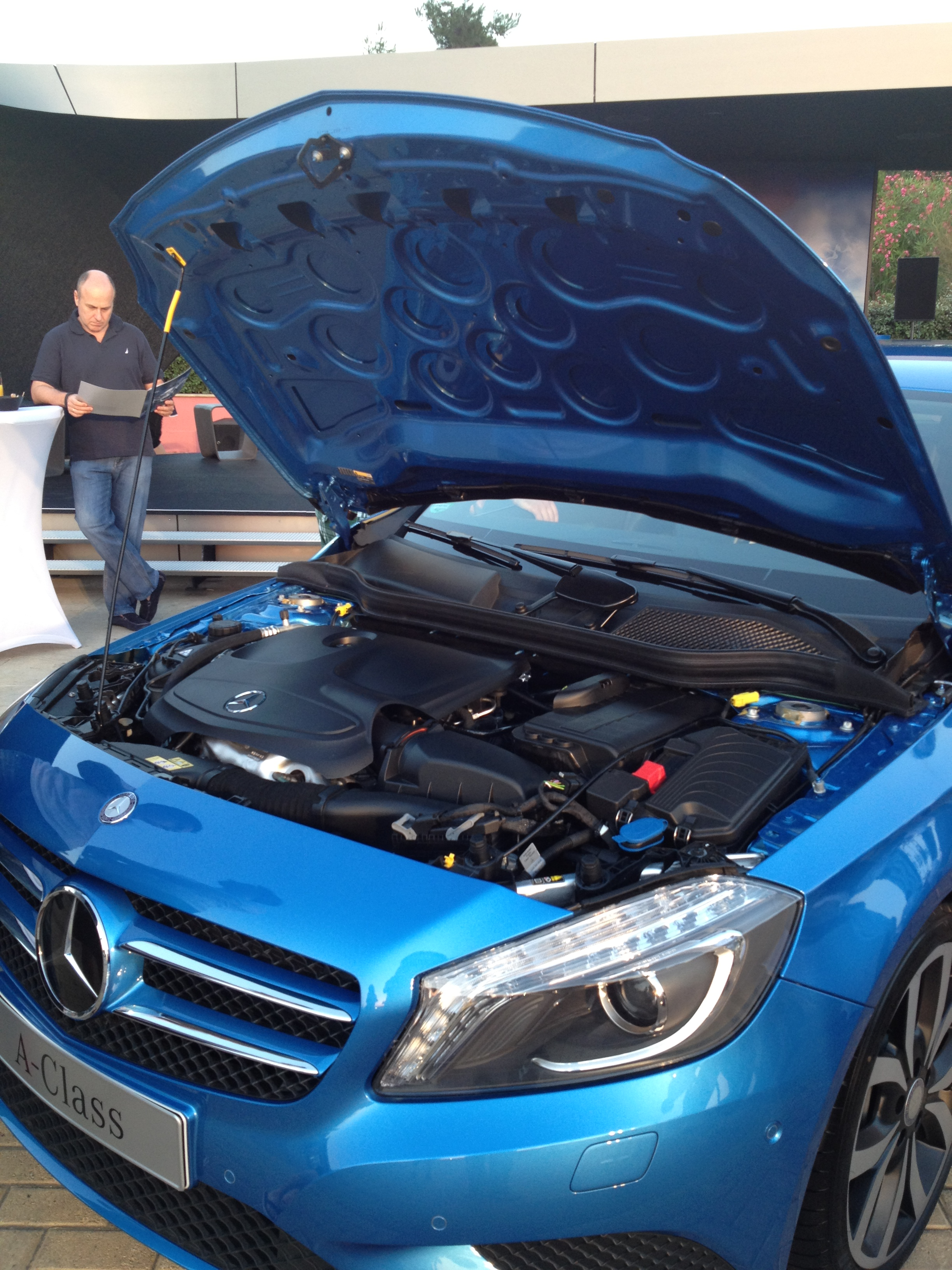
2012 Mercedes-Benz W176 с двигателем M270

Версия DE16 AL red. представляет собой двигатель с рабочим объёмом в 1595 см3 и мощностью, варьирующейся в зависимости от модификации от 75 кВт (102 л.с.) при 4500–6000 об/мин до 90 кВт (122 л.с.) при 5000 об/мин.

### DE16 AL
Версия DE16 AL представляет собой двигатель с рабочим объёмом в 1595 см3 и мощностью в 115 кВт (156 л.с.) при 5000 об/мин.
Диаметр цилиндра составляет 83,0 мм, ход поршня — 73,7 мм.

### DE20 AL
Версия DE20 AL представляет собой двигатель с рабочим объёмом в 1991 см3 и мощностью, варьирующейся в зависимости от модификации от 115 кВт (156 л.с.) при 5000 об/мин до 160 кВт (218 л.с.) при 5000 об/мин.
Диаметр цилиндра составляет 83,0 мм, ход поршня — 92,0 мм.

### Технические характеристики

#### DE16 AL red.
| Модель | Автомобиль | Годы выпуска     |
| --- | ---------- | ---------------- |
| Рабочий объём: 1595 см3, мощность: 75 кВт (102 л.с.) при 4500–6000 об/мин, крутящий момент: 180 Н·м при 1200–3500 об/мин |            |                  |
| A 160 | W 176      | с 2015           |
| B 160 | W 246      | с 2015           |
| Рабочий объём: 1595 см3, мощность: 90 кВт (122 л.с.) при 5000 об/мин, крутящий момент: 200 Н·м при 1250–4000 об/мин      |            |                  |
| CLA 180 | C 117      | с 2013           |
| CLA 180 BlueEFFICIENCY Edition                                                                                           | C 117      | с 2013           |
| A 180 A 180 BlueEFFICIENCY                                                                                               | W 176      | с 2013 2012–2013 |
| A 180 BlueEFFICIENCY Edition                                                                                             | W 176      | с 2013           |
| B 180 B 180 BlueEFFICIENCY                                                                                               | W 246      | с 2013 2011–2013 |
| B 180 BlueEFFICIENCY Edition                                                                                             | W 246      | с 2015           |
| GLA 180 | X 156      | с 2015           |

#### DE16 AL
| Модель | Автомобиль | Годы выпуска     |
| --- | ---------- | ---------------- |
| Рабочий объём: 1595 см3, мощность: 115 кВт (156 л.с.) при 5000 об/мин, крутящий момент: 250 Н·м при 1250–4000 об/мин |            |                  |
| CLA 200 | C 117      | с 2013           |
| GLA 200 | X 156      | с 2014           |
| A 200 A 200 BlueEFFICIENCY                                                                                           | W 176      | с 2013 2012–2013 |
| B 200 B 200 BlueEFFICIENCY                                                                                           | W 246      | с 2013 2011–2013 |

#### DE20 AL
| Модель | Автомобиль | Годы выпуска     |
| --- | ---------- | ---------------- |
| Рабочий объём: 1991 см3, мощность: 115 кВт (156 л.с.) при 5000 об/мин, крутящий момент: 270 Н·м при 1250–4000 об/мин |            |                  |
| B 200 Natural Gas Drive                                                                                              | W 246      | с 2013           |
| Рабочий объём: 1991 см3, мощность: 135 кВт (184 л.с.) при 5000 об/мин, крутящий момент: 300 Н·м при 1250–4000 об/мин |            |                  |
| A 220 4MATIC | W 176      | с 2014           |
| B 220 4MATIC | W 246      | с 2013           |
| Рабочий объём: 1991 см3, мощность: 155 кВт (211 л.с.) при 5500 об/мин, крутящий момент: 350 Н·м при 1200–4000 об/мин |            |                  |
| CLA 250 | C 117      | с 2013           |
| GLA 250 | X 156      | с 2013           |
| A 250 A 250 BlueEFFICIENCY                                                                                           | W 176      | с 2013 2012–2013 |
| B 250 B 250 BlueEFFICIENCY                                                                                           | W 246      | с 2013 2012–2013 |
| Рабочий объём: 1991 см3, мощность: 160 кВт (218 л.с.) при 5500об/мин, крутящий момент: 350 Н·м при 1200–4000 об/мин  |            |                  |
| CLA 250 Sport | C 117      | с 2015           |
| A 250 Sport | W 176      | с 2015           |